# Dusona varipes
Dusona varipes är en stekelart som beskrevs av Horstmann 2004. Dusona varipes ingår i släktet Dusona och familjen brokparasitsteklar. Inga underarter finns listade i Catalogue of Life.